# LXVII edición de los Premios Ariel
La 67° edición de los Premios Ariel, organizada por la Academia Mexicana de Artes y Ciencias Cinematográficas (AMACC), se realizará el 20 de septiembre del 2025 en Puerto Vallarta, Jalisco, con transmisión por televisión. Durante la gala, la AMACC premiará a las mejores películas mexicanas estrenadas durante el 2024.
En esta edición, se entregará el Ariel de Oro a Patricia Reyes Spíndola, Jacqueline Andere y al Sindicato de Trabajadores de la Producción Cinematográfica, creado en 1945 y en conmemoración de sus 80 años de existencia.
Pedro Páramo, ópera prima de Rodrigo Prieto, lidera las nominaciones con un total de 16 menciones, incluyendo Mejor Película, Mejor Dirección, Mejor Guion Adaptado y Mejor Actor, seguido de La Cocina de Alonso Ruizpalacios y No nos moverán de Pierre Saint-Martin Castellanos con 15 nominaciones, y Sujo de Astrid Rondero y Fernanda Valadez con 13 nominaciones.
Las nominaciones se anunciaron el 2 de julio de 2025, con categorías como Mejor Edición, Mejor Coactuación Masculina Mejor Guion Original, Mejor Fotografía, entre otras, teniendo únicamente tres nominados, lo que va en contra del reglamento de la ceremonia que establece un mínimo de cinco nominaciones.
El 9 de julio de 2025, la Academia Mexicana de Artes y Ciencias Cinematográficas publicó en sus redes sociales un comunicado retractandose de las nominaciones y anunciando que, para ir acorde a los comentarios de algunos grupos cinematográficos (como la Asociación de Escritores Cinematograficos y Audiovisuales México), las categorías con menos de cinco nominaciones, serían completadas hasta llegar a ese número (o seis, en caso de empate).

## Nominaciones
Las nominaciones fueron anunciadas el 2 de julio de 2025 por las actrices Mónica Huarte y Ana Sofía Gatica en la Cineteca Nacional.

### Premios
Los ganadores aparecerán en primer lugar, resaltados en negrita e indicados con una doble cruz (‡).
| Mejor Película - La cocina – Filmadora. Dir. Alonso Ruizpalacios - No nos moverán – Varios Lobos. Dir. Pierre Saint-Martin Castellanos - Pedro Páramo – Netflix, Redrum Production, Woo Films. Dir. Rodrigo Prieto - Sujo – Enaguas Cine, Corpoulaenta Producciones, ENAC-UNAM, Alpha Violet, Silent R Management. Dir. Fernanda Valadez y Astrid Rondero - Un actor malo – Catatonia Cine. Dir. Jorge Cuchí | Mejor Dirección - Alonso Ruizpalacios – La cocina - Astrid Rondero y Fernanda Valadez – Sujo - Rodrigo Prieto – Pedro Páramo - Pierre Saint-Martin Castellanos – No nos moverán - Urzula Barba Hopfner – Corina |
| Mejor Actriz - Adriana Paz – Arillo de hombre muerto - Fiona Palomo – Un actor malo - Luisa Huertas – No nos moverán - Naian González Norvind – Corina - Rooney Mara – La cocina | Mejor Actor - Alfonso Dosal – Un actor malo - Juan Jesús Varela – Sujo - Juan Ramón López – Vergüenza - Raúl Briones – La cocina - Manuel García Rulfo – Pedro Páramo |
| Mejor Coactuación Femenina - Agustina Quinci – No nos moverán - Carolina Politi – Corina - Giovanna Zacarías – Pedro Páramo - Laura de Ita – Corina - Mayra Batalla – Pedro Páramo - Yadira Pérez Esteban – Sujo | Mejor Coactuación Masculina - Alexis Varela – Sujo - Eduardo Olmos – La cocina - Héctor Kotsifakis – Pedro Páramo - Juan Carlos Colombo – No nos moverán - Noé Hernández – Arillo de hombre muerto |
| Mejor Revelación Actoral - Ale Cosío – La Arriera - Andrés Revo – Hombres íntegros - Jairo Hernández – Sujo - José Alberto Patiño – No nos moverán - Miguel Valverde – Fiesta en la Madriguera - Sofía Quezada – Armas blancas | Mejor Guion Original - Alejandro Andrade Pease, Armando López Muñoz – Hombres íntegros - Astrid Rondero, Fernanda Valadez – Sujo - Jorge Cuchí – Un Actor Malo - Pierre Saint-Martin, Iker Compean Leroux – No nos moverán - Samuel Sosa Derat, Úrzula Barba Hopfner – Corina |
| Mejor Guion Adaptado - Alonso Ruizpalacios – La cocina - Edgar San Juan, Juan Curi, Hipatia Agüero – Casi el paraíso - Javier Van de Couter, Camila Sosa Villada, Laura Huberman – Tesis sobre una domesticación - Mateo Gil – Pedro Páramo - Nicolás Giacobone – Fiesta en la madriguera | Mejor Fotografía - César Gutiérrez Miranda - No nos moverán - Juan Pablo Ramírez – La cocina - María Sarasvati Herrera – La arriera - Rodrigo Prieto, Nicolás Aguilar – Pedro Páramo - Ximena Amann – Sujo |
| Mejor Música Original - Astrid Rondero – Sujo - Alejandro Otaola – No nos moverán - Gustavo Reyes, Andrés Sánchez – Corina - Gustavo Santaolalla – Pedro Páramo - Tomás Barreiro – La cocina | Mejor Vestuario - Adela Cortázar – La cocina - Anna Barroso Bou – Corina - Anna Terrazas – Pedro Páramo - Dalia Rosales – No nos moverán - Lupita Peckinpah – La arriera - Mariestela Fernández – Technoboys |
| Mejor Diseño de Arte - Alisarine Ducolomb – No nos moverán - Belén Estrada – Sujo - Carlos Y. Jacques, Eugenio Caballero – Pedro Páramo - Lou Pérez Sandi – Corina - Sandra Cabriada – La cocina | Mejores Efectos Visuales - Enrique Cantú Garza Villareal, Fernando Campos Mendoza, Raul Campos Mendoza, Zack Rodriguez Moreno – Turno Nocturno - Leo Carrillo – Párvulos: Hijos del apocalipsis - Luis Montemayor – Jikuri: Viaje desde el país de los tarahumaras - Marco Maldonado – Pedro Páramo - Raúl Luna – La cocina |
| Mejor Maquillaje - Alfredo "El Tigre" Mora – Jugaremos en el bosque - Dalia Rosales – No nos moverán - Fernanda Juárez, Ana Ximena Serrano Sierra – Una historia de amor y guerra - Itzel Peña García – La cocina - Lucy Betancourt – Pedro Páramo - Roberto Ortiz, Ana Flores – Párvulos: Hijos del apocalipsis                                                                                             | Mejor Sonido - Christian Giraud, Luis Castañeda, Miguel Ángel Molina Gutiérrez, Raymundo Ballesteros Castillo – Jikuri: Viaje desde el país de los tarahumaras - Daniel Rojo Solís, Alejandro Díaz Sánchez, César González Cortés – No nos moverán - Javier Umpierrez, Isabel Muñoz Cota, Michelle Couttolenc, Jaime Baksht – La cocina - Omar Juárez Espino, Patricia Balderas Castro, Josué Ramos Cruz, Alejandro Mayorquin – Sujo - Santiago Nuñez, Jaime Baksht, Michelle Couttolenc, Skip Lievsay, Rich Bologna – Pedro Páramo |
| Mejores Efectos Especiales - Alejandro Vázquez – Pedro Páramo - Alejandro Vázquez, Roberto Ortiz - Jugaremos en el Bosque - Gregorio Vega – La cocina - José Martínez – Sujo - Yoshiro Hernández – Párvulos: Hijos del Apocalipsis | Mejor Ópera Prima - Corina, dir. Urzula Barba Hopfner - El grosor del polvo, dir. Jonathan Hernández - No nos moverán, dir. Pierre Saint-Martin - Pedro Páramo, dir. Rodrigo Prieto - Vergüenza, dir. Miguel Salgado |
| Mejor Largometraje Documental - Concierto para otras manos, dir. Ernesto González Díaz - El guardián de las monarcas, dir. Emiliano Ruprah de Fina - Estado de silencio, dir. Santiago Maza Stern - La falla, dir. Alana Simões - Mukí Sopalírili Aligué Gawíchi Nirúgame (La mujer de estrellas y montañas), dir. Santiago Esteinou - Tratado de invisibilidad, dir. Luciana Kaplan                         | Mejor Edición - Astrid Rondero, Fernanda Valadez, Susan Korda – Sujo - Jorge Cuchí, Victor González Fuentes – Un Actor Malo - Liora Spilk, Yibrán Asuad – Tratado de Invisibilidad - Roberto Bolado, Raúl Zendejas – No nos moverán - Yibrán Asuad – La cocina |
| Mejor Cortometraje Documental - Anónima inmensidad, dir. Paulina del Paso - Buscando un burro, dir. Juan Vicente Manrique - Hasta encontrarlos, dir. Jean Chapiro Uziel - Mutsk Wuäjxtë’ (Pequeños zorros), dir. Ximena Guzmán, Balam Toscano - Vientre de luna, dir. Liliana Guadalupe López López | Mejor Cortometraje de Animación - Aferrado, dir. Esteban Azuela - Dolores, dir. Cecilia Andalón Delgadillo - Fulgores, dir. Andrés Palma Celorio - La carretera de los perros, dir. Carlos Rueda - Ser semilla, dir. Julia Granillo Tostado |
| Mejor Película Iberoamericana - El 47 (España), dir. Marcel Barrena - El Jockey (Argentina), dir. Luis Ortega - El ladrón de perros (Bolivia), dir. Vinko Tomicic Salinas - El lugar de la otra (Chile), dir. Maite Alberdi - Rita (Guatemala), dir. Jayro Bustamante | Mejor Cortometraje de Ficción - El límite del cuerpo, dir. Berenice Ubeda Alzaga - La cascada, dir. Pablo Delgado - Passarinho, dir. Natalia García Agraz - Spiritum, dir. Adolfo Margulis - Viaje de negocios, dir. Gerardo Coello Escalante |
| Mejor Película de Animación - Uma y Haggen Princesa y Vikingo, dir. Benito Fernández Martínez | Ariel de Oro - Patricia Reyes Spíndola (Actriz) - Jacqueline Andere (Actriz) - Sindicato de Trabajadores de la Producción Cinematográfica (STPC) |

## Películas con múltiples nominaciones y premios
| Nominaciones | Película                                       |
| ------------ | ---------------------------------------------- |
| 16           | Pedro Páramo                                   |
| 15           | La cocina                                      |
| 15           | No nos moverán                                 |
| 13           | Sujo                                           |
| 9            | Corina                                         |
| 5            | Un actor malo                                  |
| 3            | Párvulos: Hijos del apocalipsis                |
| 3            | La arriera                                     |
| 2            | Arillo de hombre muerto                        |
| 2            | Vergüenza                                      |
| 2            | Hombres íntegros                               |
| 2            | Fiesta en la madriguera                        |
| 2            | Jikuri: Viaje desde el país de los tarahumaras |
| 2            | Jugaremos en el bosque                         |
| 2            | Tratado de invisibilidad                       |